# Topo (revue)
Pour les articles homonymes, voir Topo.
Topo, typographié TOPO, est une revue française bimestrielle d'actualité en bande dessinée, publiée depuis 2016. Elle est destinée aux moins de 20 ans.

## Histoire
En janvier 2016, l'équipe de La Revue dessinée annonce pour août 2016 la création d'un bimestriel destiné aux adolescents, intitulé Topo. Les rédactrices-en-chef de cette nouvelle publication sont Laurence Fredet et Charlotte Miquel, et la direction artistique est assurée par Emma Huon-Rigaudeau et Cizo.
Thomas Cadène succède à Charlotte Miquel en juin 2018. Topo, La Revue dessinée et les éditions du Seuil reprennent en mai 2018 les revues XXI et 6 mois.
En 2024, la revue est rachetée par les éditions Casterman.

## Projet éditorial
La revue fonctionne sans publicité. Elle promeut  le reportage en bande dessinée et se donne comme ambition de « donner des clés aux jeunes lecteurs ; au travers de reportages, de portraits, d'analyses ou de témoignages entièrement dessinés, nous leur proposons d'apprendre à décrypter l'actualité, à hiérarchiser les faits, les mettre en perspective… ».

## Albums publiés
En parallèle de la revue, Topo édite ou coédite des ouvrages.
- Gurvan Kristanadjaja et Joseph Falzon, Qui m’aime me suive : bienvenue dans le monde des influenceurs, 2024 (avec Dargaud)
- Baptiste Bouthier et Héloïse Chochois, 11 septembre 2001 : le jour où le monde a basculé, 2021 (avec Dargaud)